# Zezé Di Camargo & Luciano (álbum de 1995)
Zezé Di Camargo & Luciano é o sexto álbum de estúdio da dupla brasileira de música sertaneja Zezé Di Camargo & Luciano, lançado em agosto de 1995 pela Columbia Records e pela Sony Music. Este foi o trabalho de maior sucesso comercial da dupla, alcançando a marca de 2 milhões de cópias vendidas, graças a sucessos como "Pão de Mel", "Sem Medo de Ser Feliz", "Vem Ficar Comigo" e uma releitura de "Menina Veneno", grande sucesso nos anos 80 com o seu autor, o inglês radicado no Brasil Ritchie.

## Lista de faixas
| Zezé Di Camargo & Luciano – LP |                                |                                              |         |  |
| N.º                            | Título                         | Compositor(es)                               | Duração |  |
| 1.                             | "Pão de Mel"                   | Zezé Di Camargo                              | 3:59    |  |
| 2.                             | "Na Hora H"                    | Bruno Felipe                                 | 4:03    |  |
| 3.                             | "Menina Veneno"                | Ritchie Bernardo Vilhena                     | 4:17    |  |
| 4.                             | "Nem é Bom Lembrar"            | César Augusto Di Camargo                     | 4:43    |  |
| 5.                             | "Vem Ficar Comigo"             | Augusto Reinaldo Barriga Di Camargo          | 4:03    |  |
| 6.                             | "Pedras"                       | Carlos Randall Tivas                         | 3:47    |  |
| 7.                             | "Liberdade, Liberdade"         | Di Camargo Augusto                           | 3:26    |  |
| 8.                             | "No Dia em que Eu Saí de Casa" | Joel Marques                                 | 3:15    |  |
| 9.                             | "Sem Medo de Ser Feliz"        | Di Camargo                                   | 4:35    |  |
| 10.                            | "Não Dá pra Esperar"           | Randall Danimar                              | 3:10    |  |
| 11.                            | "Na Esquina dos Meus Sonhos"   | Fernando Piska                               | 3:02    |  |
| 12.                            | "Eu Acabo Voltando"            | Randall Danimar                              | 3:57    |  |
| 13.                            | "Hoje Eu Topo Tudo o que Vier" | Gilberto Gilmar Waldemar de Freitas Assunção | 2:41    |  |
| Duração total:                 | Duração total:                 | Duração total:                               | 48:58   |  |

| Zezé Di Camargo & Luciano – K7 |                                |                                              |         |  |
| N.º                            | Título                         | Compositor(es)                               | Duração |  |
| 1.                             | "Pão de Mel"                   | Zezé Di Camargo                              | 3:59    |  |
| 2.                             | "Na Hora H"                    | Bruno Felipe                                 | 4:03    |  |
| 3.                             | "Menina Veneno"                | Ritchie Bernardo Vilhena                     | 4:17    |  |
| 4.                             | "Vem Ficar Comigo"             | César Augusto Reinaldo Barriga Di Camargo    | 4:03    |  |
| 5.                             | "Pedras"                       | Carlos Randall Tivas                         | 3:47    |  |
| 6.                             | "Não Dá pra Esperar"           | Randall Danimar                              | 3:10    |  |
| 7.                             | "Hoje Eu Topo Tudo o que Vier" | Gilberto Gilmar Waldemar de Freitas Assunção | 2:41    |  |
| 8.                             | "Liberdade, Liberdade"         | Di Camargo Augusto                           | 3:26    |  |
| 9.                             | "No Dia em que Eu Saí de Casa" | Joel Marques                                 | 3:15    |  |
| 10.                            | "Sem Medo de Ser Feliz"        | Di Camargo                                   | 4:35    |  |
| 11.                            | "Na Esquina dos Meus Sonhos"   | Fernando Piska                               | 3:02    |  |
| 12.                            | "Eu Acabo Voltando"            | [Randall Danimar                             | 3:57    |  |
| 13.                            | "Nem é Bom Lembrar"            | [Augusto Di Camargo                          | 4:43    |  |
| 14.                            | "Doce Paixão"                  | César Rossini Cecílio Nena                   | 3:05    |  |
| Duração total:                 | Duração total:                 | Duração total:                               | 52:03   |  |

| Zezé Di Camargo & Luciano – CD |                                    |                                              |         |  |
| N.º                            | Título                             | Compositor(es)                               | Duração |  |
| 1.                             | "Pão de Mel"                       | Zezé Di Camargo                              | 3:59    |  |
| 2.                             | "No Dia em que Eu Saí de Casa"     | Joel Marques                                 | 3:15    |  |
| 3.                             | "Na Hora H"                        | Bruno Felipe                                 | 4:03    |  |
| 4.                             | "Vem Ficar Comigo"                 | César Augusto Reinaldo Barriga Di Camargo    | 4:03    |  |
| 5.                             | "Eu Acabo Voltando"                | Carlos Randall Danimar                       | 3:57    |  |
| 6.                             | "Doce Paixão"                      | César Rossini Cecílio Nena                   | 3:05    |  |
| 7.                             | "Sem Medo de Ser Feliz"            | Di Camargo                                   | 4:35    |  |
| 8.                             | "Menina Veneno"                    | Ritchie Bernardo Vilhena                     | 4:17    |  |
| 9.                             | "Nem é Bom Lembrar"                | Augusto Di Camargo                           | 4:43    |  |
| 10.                            | "Na Esquina dos Meus Sonhos"       | Fernando Piska                               | 3:02    |  |
| 11.                            | "Não Dá pra Esperar"               | Randall Danimar                              | 3:10    |  |
| 12.                            | "Liberdade, Liberdade"             | Di Camargo Augusto                           | 3:26    |  |
| 13.                            | "Pedras"                           | Randall Tivas                                | 3:47    |  |
| 14.                            | "Hoje Eu Topo Tudo o que Vier"     | Gilberto Gilmar Waldemar de Freitas Assunção | 2:41    |  |
| 15.                            | "Foi a Primeira Vez" (bônus track) | Augusto Piska                                | 4:16    |  |
| Duração total:                 | Duração total:                     | Duração total:                               | 56:09   |  |

## Certificações
| Brasil (ABPD) | Diamante | 1995 | 2.000.000 |  |  |  |  |  |  |  |  |  |  |  |
|               |          |      |           |  |  |  |  |  |  |  |  |  |  |  |

Notas
- A canção "Sem Medo de Ser Feliz" foi tema da novela O Rei do Gado, da Rede Globo.
- A canção "Foi a Primeira Vez" foi tema da novela Cara & Coroa, da Rede Globo.
- A canção "Vem Ficar Comigo" foi tema da novela Estrela de Fogo, da RecordTV.